# Олимпийский стадион (Стамбул)
Олимпийский стадион Ататюрка (тур. Atatürk Olimpiyat Stadı) — мультиспортивный стадион в Стамбуле, Турция. Открыт в 2002 году.

## Общая информация
Стадион был построен как главная арена XXIX Олимпийских игр, на проведение которых претендовал Стамбул. Расположен в районе западной окраины Стамбула. Олимпийский стадион является крупнейшим стадионом Турции. Строительство началось в 1999 году и было завершено в 2002 году для предполагаемого проведения Олимпийских игр 2008 года. Заявка Турции на проведение игр была неудачной. Игры состоялись в Пекине. Строительство стадиона обошлось в 140 млн долларов.
Стадион носит имя первого президента Турции — Мустафы Кемаля Ататюрка.

## Архитектура

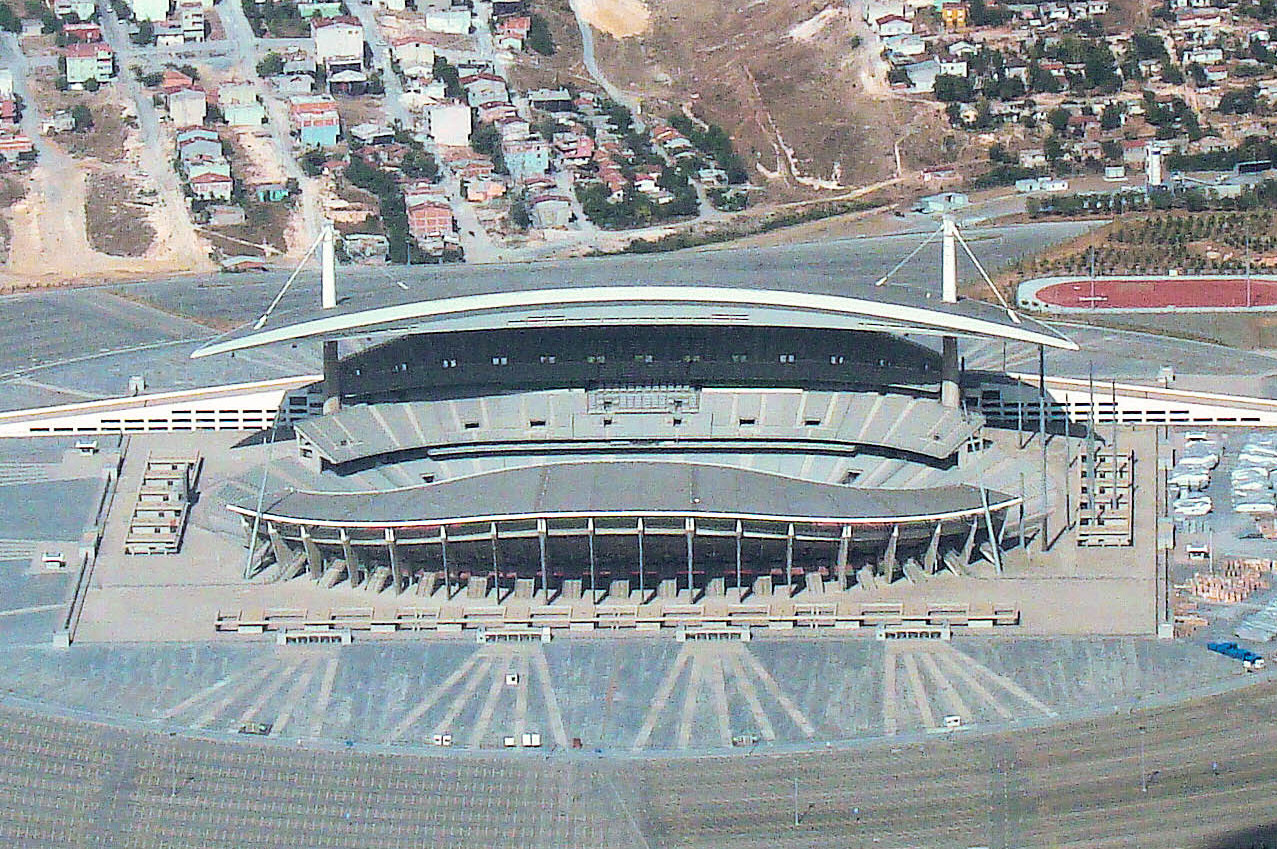
Олимпийский стадион Аттатюрк

Две стальные крыши стадиона (весом 2800 и 1300 тонн) были изготовлены фирмой Текфен на заводе в Джейхане (Адана). Западная крыша выполнена в виде полумесяца и состоит из стальных ферм поддерживаемых двумя железобетонными столбами с пролетом в 196 метров.
К стадиону построено 134 подъездов и 148 выездных ворот. Олимпийский стадион вмещает 80 000 зрителей и позволяет в случае опасности эвакуировать их в течение 7,5 минут. На стадионе есть две учебные площадки, связанные со стадионом подземным туннелем.
Под западной крышей стадиона расположен 6 этажный (3 этажа ниже уровня земли) торговый центр площадью 42 200 м2.

## Строительство
В ходе строительства стадиона было вынуто 3 700 000 м3 земли, уложено 60 000 м3 бетона, выложено 90 000 м2 тротуара, построена автостоянка на 400 автомобилей.
С 2002 по 2005 год стадион принимал 80 597 зрителей. Позже число мест было сокращено до 76 092.
С 14 июня 2013 года для стадиона ведется строительство линии метро.

## Использование
В настоящее время на стадионе проводятся спортивные соревнования, концерты популярных групп:
- 25 мая 2005 года на стадионе состоялся финал Лиги чемпионов между «Ливерпулем» и «Миланом», ставший одним из легендарных матчей в истории мирового футбола.
- 6 сентября 2010 года на стадионе состоялся концерт группы U2 в рамках «U2 360° Tour». На концерте присутствовало 54 278 зрителей.
- 10 июня 2023 года на стадионе состоялся матч финала Лиги Чемпионов между «Манчестер Сити» и «Интером».

На стадионе иногда проводит свои игры сборная Турции.